# Curarea tecunarum
Curarea tecunarum är en tvåhjärtbladig växtart som beskrevs av Rupert Charles Barneby och Krukoff. Curarea tecunarum ingår i släktet Curarea och familjen Menispermaceae. Inga underarter finns listade i Catalogue of Life.